# Vinicius Lages
Vinicius Nobre Lages (Maceió, 15 de diciembre de 1957) es un ingeniero agrónomo, máster en gestión ambiental y doctor en socioeconomía del desarrollo. Ocupó cargos de gerencia en el Sebrae Nacional y fue ministro de Turismo de Brasil.

## Biografía
Formado por la Universidad Federal de Alagoas en 1981, es máster en Gestión Ambiental por la Universidad de Salford, en Gran Bretaña, y doctor en Socioeconomía del Desarrollo, por la Escuela  de Altos Estudios en Ciencias Sociales (EHES), en París. Fue profesor Adjunto en la Universidad Federal de Alagoas, de 1991 a 2000, además de coordinador del área de Cooperación Internacional de dicha Universidad en 1998.

## Ministerio del Turismo
Nombrado ministro en marzo de 2014 por la presidenta Dilma Rousseff, tomó posesión como ministro de Turismo el 17 de marzo, sustituyendo a Gastão Vieira. Estuvo al frente de la cartera durante la realización de la Copa del Mundo de la FIFA 2014.

## Carrera
Entre 1999 y 2000 ejerció la función de Director Técnico de Sebrae Alagoas. De 2000 a 2003, fue miembro del Consejo Nacional de Desarrollo Agrario. Entre 2007 y 2014 ejerció diversas funciones en el Sebrae Nacional, entre ellas la de gerente de la Unidad de Asesoría Internacional. También fue gerente de la Unidad de Estrategias y Directrices, Secretario General, asesor de la Presidencia y gerente de la Unidad de Atención en Comercio y Servicios. 
Coordinó el Programa Sebrae 2014, dedicado a la preparación de las empresas de cara a las oportunidades que abriría la Copa del Mundo de la FIFA 2014. 
Durante su trayectoria en el Sebrae Nacional fue representante de la entidad en el Consejo Nacional de Turismo, entre 2003 y 2011, y representante suplente del Sebrae en el Consejo Empresarial de la Organización Mundial de Turismo (OMT), de 2006 a 2007.